# Comostolopsis coerulea
Comostolopsis coerulea är en fjärilsart som beskrevs av W. Warren 1902. Comostolopsis coerulea ingår i släktet Comostolopsis och familjen mätare. Inga underarter finns listade i Catalogue of Life.